# Ixora keenanii
Ixora keenanii är en måreväxtart som beskrevs av Debendra Bijoy Deb och Rout. Ixora keenanii ingår i släktet Ixora och familjen måreväxter. Inga underarter finns listade i Catalogue of Life.